# Idionyx carinata
Idionyx carinata är en trollsländeart som beskrevs av Fraser 1926. Idionyx carinata ingår i släktet Idionyx och familjen skimmertrollsländor. Inga underarter finns listade i Catalogue of Life.